# Neofito I di Costantinopoli
Neofito I (in greco Νεόφυτος Α'?; ... – dopo il 1154) è stato un arcivescovo ortodosso bizantino, che ha ricoperto la carica di Patriarca ecumenico di Costantinopoli tra il 1153 e il 1154.
Neofito era un monaco nel Monastero della Theotókos Benefattrice prima di essere elevato al trono patriarcale dopo la morte in carica del suo predecessore. Il suo breve regno come Patriarca di Costantinopoli - di circa un anno - fu privo di eventi significativi, e si ritirò per diventare un asceta. Il suo breve regno fu durante il dominio dell'imperatore bizantino Manuele I Comneno.
Secondo una fonte l'anacoreta fu eletto nel dicembre 1153 e si dimise nel maggio 1154 in seguito a polemiche e pressioni per il suo abbandono del servizio a favore dell'abito secolare, tanto che il suo nome è rigettato in alcuni elenchi di patriarchi.